# Penance Pass
Penance Pass är ett bergspass i Antarktis. Det ligger i Östantarktis. Nya Zeeland gör anspråk på området. Penance Pass ligger 695 meter över havet.
Terrängen runt Penance Pass är huvudsakligen kuperad, men åt nordost är den bergig. Trakten är obefolkad. Det finns inga samhällen i närheten. 